# Rumian

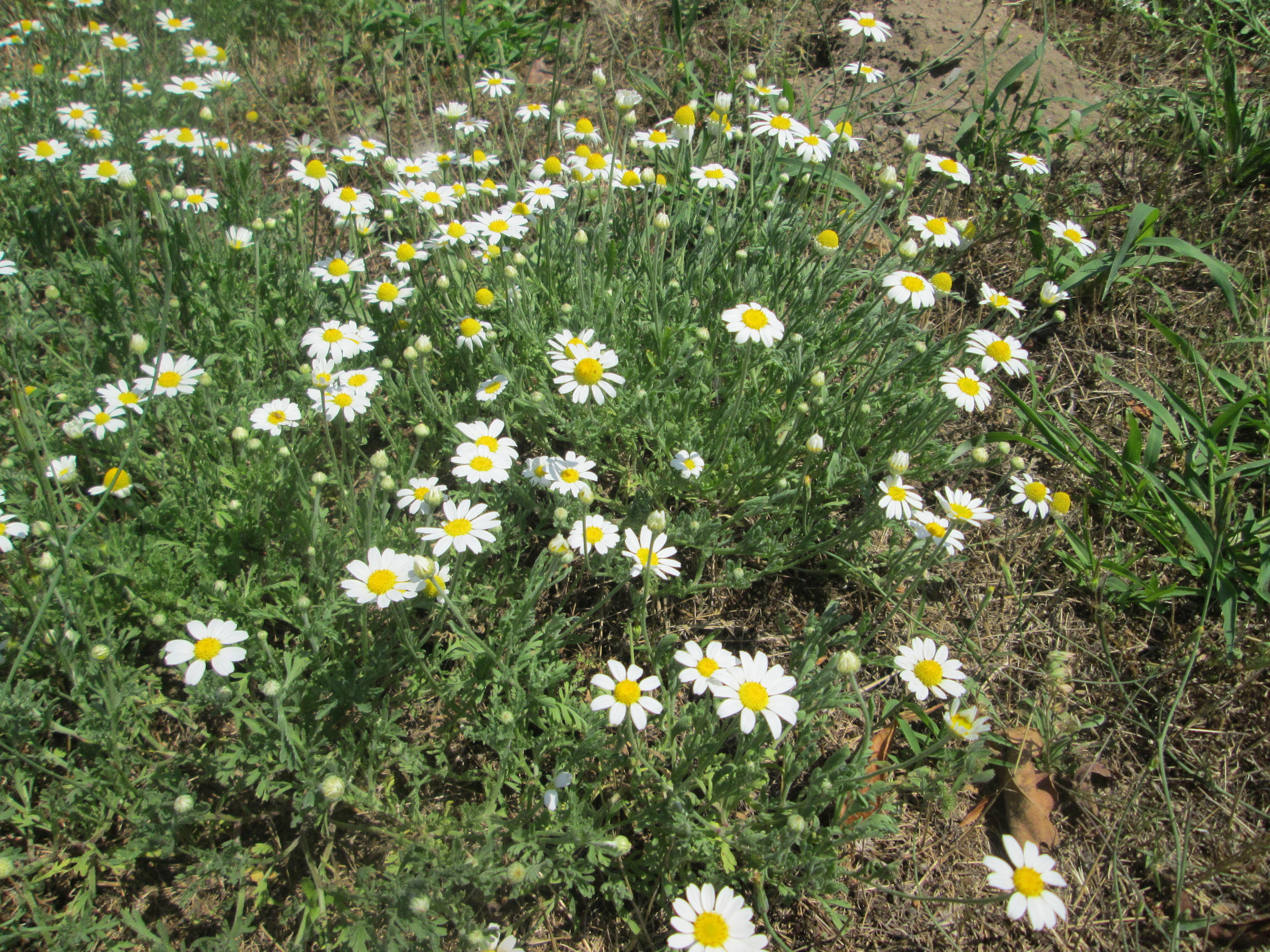
Rumian polny

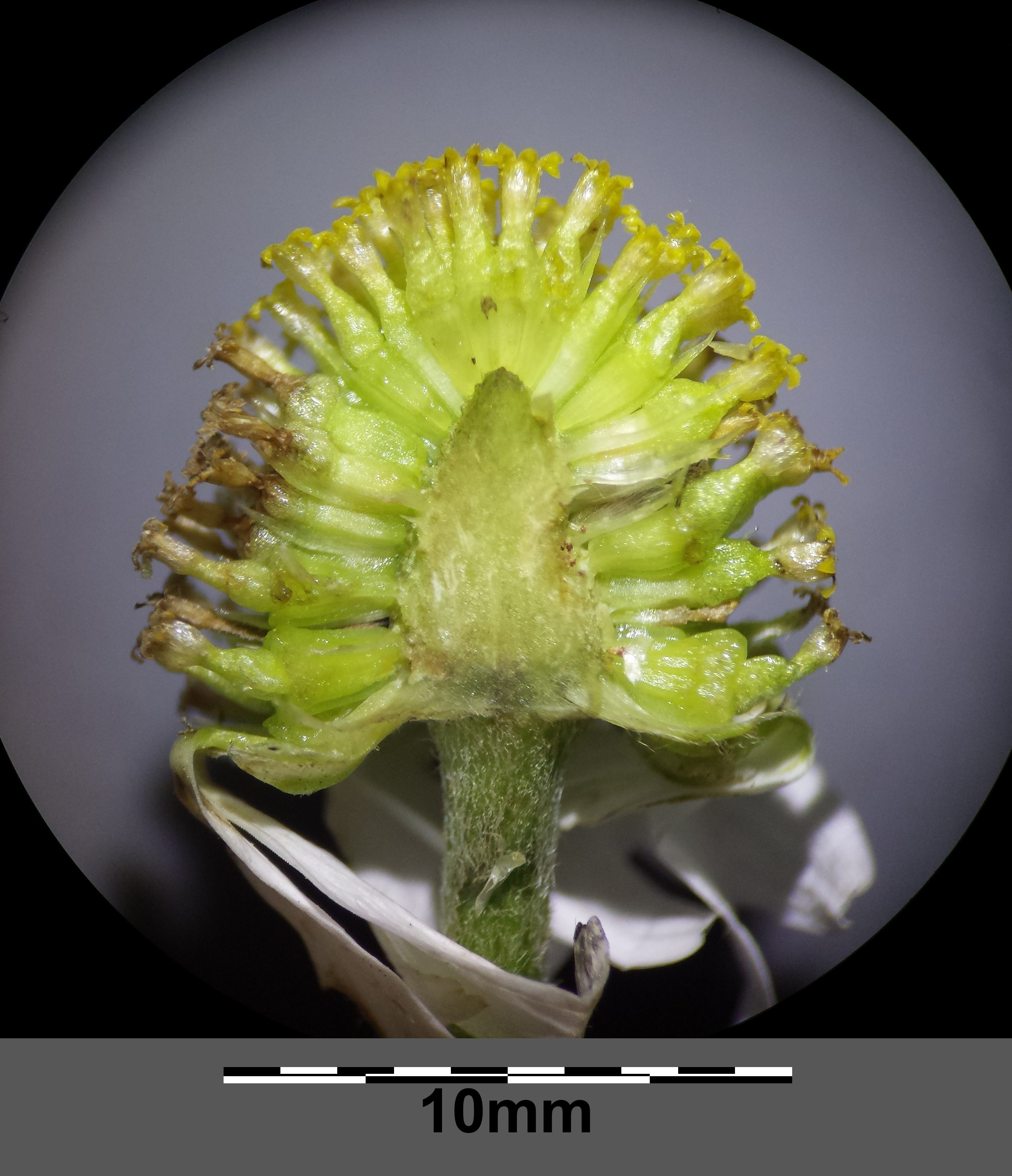
Przekrój przez koszyczek rumianu polnego

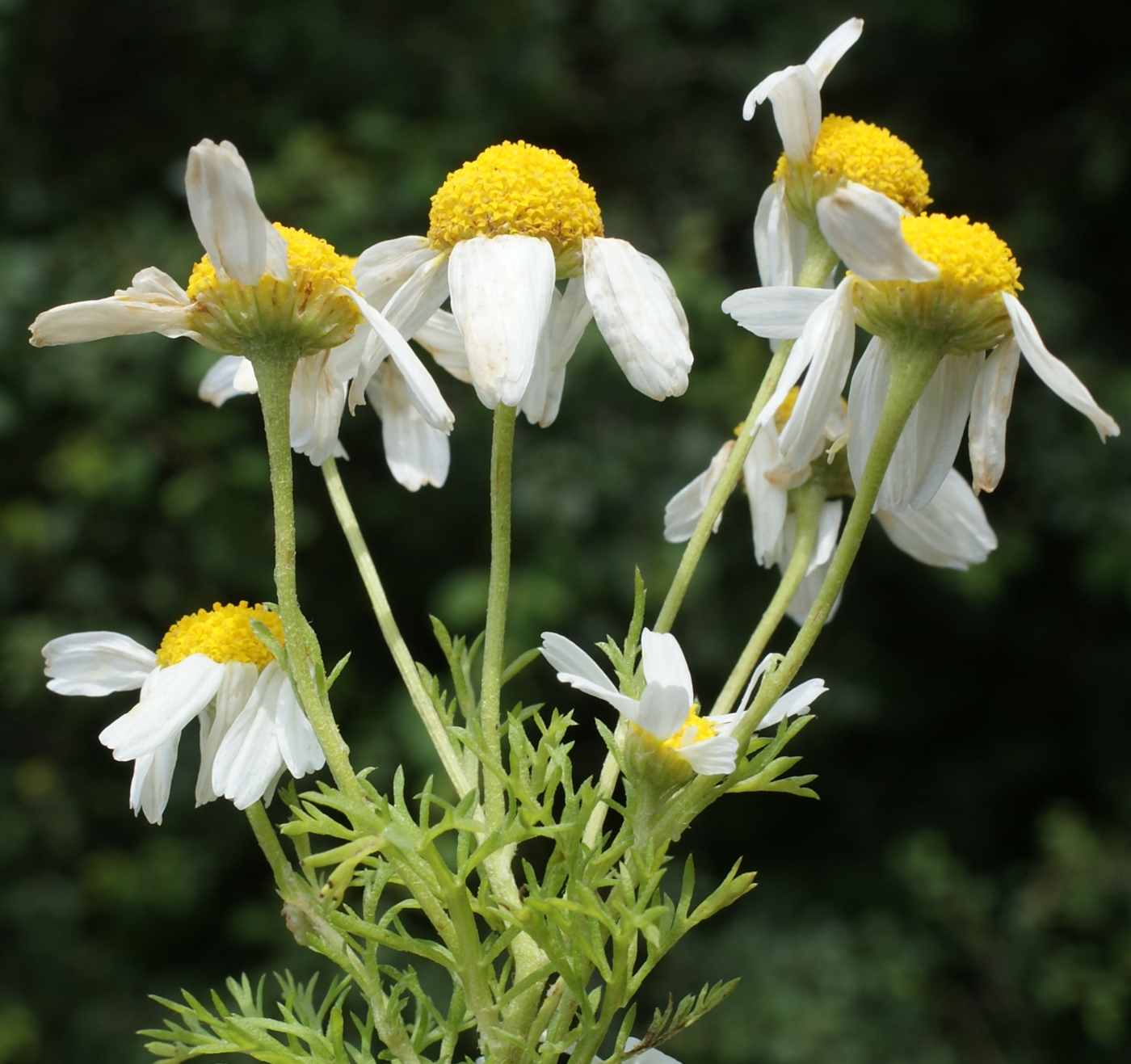
Rumian psi

Rumian (Anthemis L.) – rodzaj roślin z rodziny astrowatych. Obejmuje ok. 160 gatunków (licząc po wyłączeniu 36 gatunków do rodzaju Cota). Występują one w całej Europie, zachodniej Azji, w północnej i wschodniej Afryce. Rosną one zwykle w miejscach suchych, trawiastych lub kamienistych, często na obszarach górskich.
Rośliny aromatyczne, niektóre gatunki są stosowane jako rośliny lecznicze. Niektóre też uprawiane są jako rośliny ozdobne.

## Rozmieszczenie geograficzne

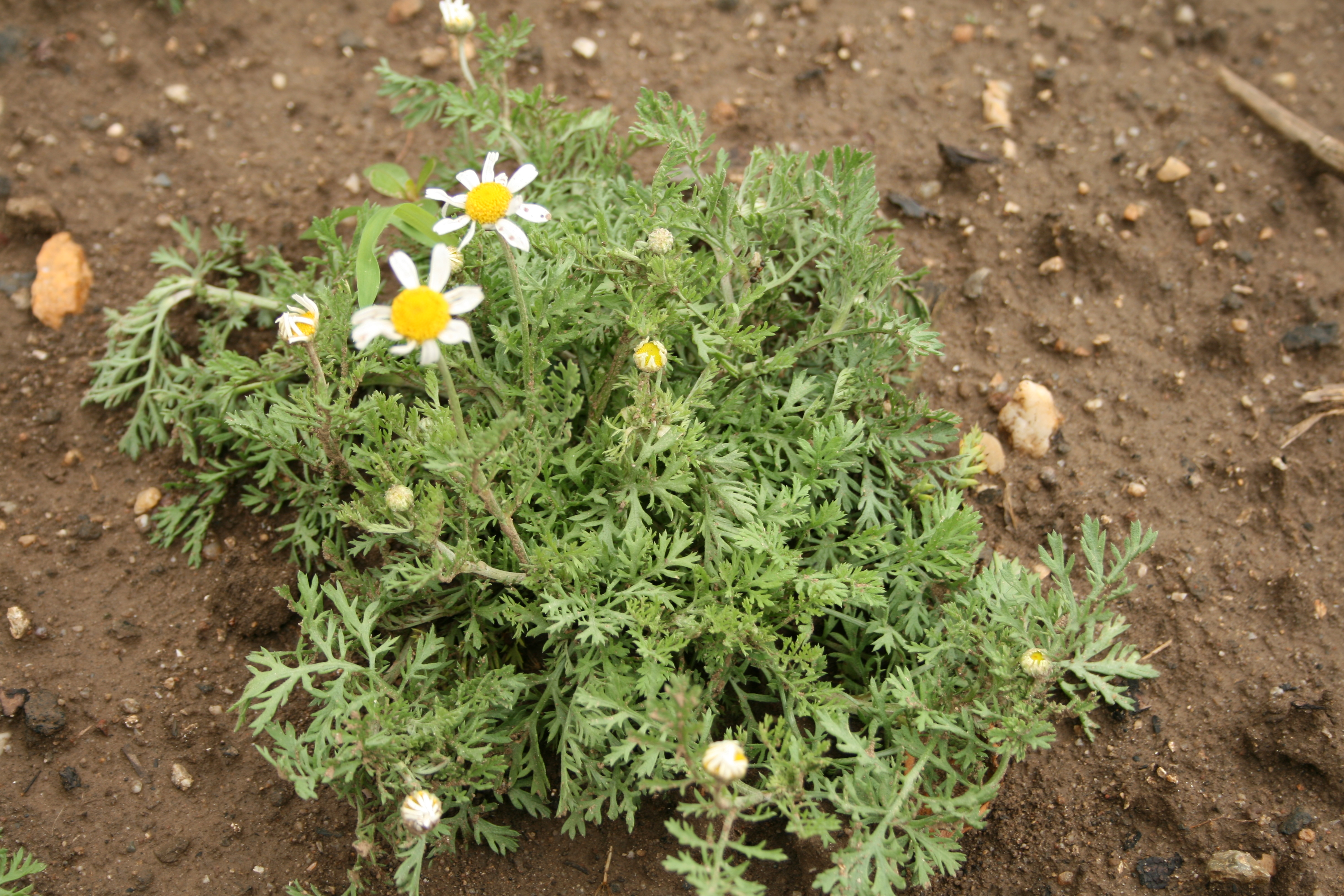
Rumian ruski

Gatunki z rodzaju rumian występują w całej Europie, zachodniej Azji (po Pakistan i Kazachstan na wschodzie), w północnej Afryce, jeden gatunek rośnie także we wschodniej części tego kontynentu, sięgając na południe po Tanzanię. Centrum zróżnicowania stanowi obszar wokół Morza Śródziemnego. W Polsce w zależności od ujęcia systematycznego rodzaju występują trzy gatunki lub siedem.
Do polskiej flory należą trzy gatunki będące zadomowionymi antropofitami: 
- rumian polny Anthemis arvensis L.
- rumian psi Anthemis cotula L.
- rumian ruski Anthemis ruthenica M. Bieb.

Poza tym tradycyjnie do tego rodzaju bywają lub bywały zaliczane gatunki klasyfikowane we współczesnych bazach taksonomicznych w innych rodzajach:
- rumian austriacki Anthemis austriaca Jacq. ≡ Cota austriaca (Jacq.) Sch.Bip. – efemerofit
- rumian wysoki Anthemis altissima L. ≡ Cota altissima (L.) J.Gay – efemerofit
- rumian rzymski, r. szlachetny Anthemis nobilis L. ≡ Chamaemelum nobile (L.) All. – gatunek uprawiany
- rumian żółty, r. barwierski Anthemis tinctoria L. ≡ Cota tinctoria (L.) J.Gay – gatunek rodzimy
- rumian dwubarwny Chamaemelum mixtum (L.) All. ≡ Cladanthus mixtus (L.) Chevall. – efemerofit

## Morfologia
PokrójOwłosione rośliny jednoroczne, byliny i małe krzewy do 1 m wysokości.
LiścieAromatyczne, zwykle pierzasto podzielone lub wcinane.
KwiatyZebrane w koszyczki kwiatowe umieszczone pojedynczo na szczytach gałązek. Brzeżne kwiaty żeńskie, języczkowate, zakończone dwoma lub trzema ząbkami, zwykle białe. Wewnętrzne kwiaty rurkowate, żółte.
OwoceObłe lub nieco spłaszczone niełupki. Puch kielichowy zredukowany zupełnie lub w postaci drobnych łusek tworzących koronę na szczycie owocu.

## Systematyka
Pozycja systematyczna
Rodzaj z podplemienia Anthemidinae, plemienia Anthemideae, podrodziny Asteroideae i rodziny astrowatych Asteraceae. Rodzaj wyewoluował około 12 milionów lat temu we wschodniej części obszaru śródziemnomorskiego, skąd rozprzestrzeniał się i różnicował w dwóch falach stymulowanych zmianami klimatycznymi – ok. 9 milionów lat temu spowodowanych zmianą klimatu na bardziej suchy i ok. 3,5 miliona lat temu wraz z ukształtowaniem się w regionie klimatu śródziemnomorskiego. Grupę siostrzaną względem rodzaju Anthemis stanowi rodzaj Cota, przy czym cztery gatunki zaliczane wcześniej do rodzaju Anthemis (A. calcarea, A. fruticulosa, A. marschalliana, A. trotzkiana) tworzą z kolei grupę siostrzaną względem pary Anthemis i Cota, w związku z czym zaproponowano ich wyłączenie do rodzaju Archanthemis.
Wykaz gatunków
- Anthemis aaronsohnii Eig
- Anthemis abrotanifolia (Willd.) Guss.
- Anthemis abylaea (Font Quer & Maire) Oberpr.
- Anthemis aciphylla Boiss.
- Anthemis adonidifolia Boiss.
- Anthemis aeolica Lojac.
- Anthemis aetnensis Spreng.
- Anthemis alpestris (Hoffmanns. & Link) R.Fernandes
- Anthemis ammanthus Greuter
- Anthemis ammophila Boiss. & Heldr.
- Anthemis anthemiformis (Freyn & Sint.) Grierson
- Anthemis arenicola Boiss.
- Anthemis argyrophylla Velen.
- Anthemis arvensis L. – rumian polny
- Anthemis atropatana Iranshahr
- Anthemis auriculata Boiss.
- Anthemis austroiranica Rech.f., Aellen & Esfand.
- Anthemis × bollei Sch.Bip. ex Asch.
- Anthemis bornmuelleri Stoj. & Acht.
- Anthemis bourgei Boiss. & Reut.
- Anthemis boveana J.Gay
- Anthemis brachycarpa Eig
- Anthemis brachystephana Bornm. & Gauba
- Anthemis breviradiata Eig
- Anthemis bushehrica Iranshahr
- Anthemis candidissima Willd. ex Spreng.
- Anthemis chia L.
- Anthemis chrysantha J.Gay
- Anthemis concolor Lojac.
- Anthemis confusa Pomel
- Anthemis cornucopiae Boiss.
- Anthemis corymbulosa Boiss. & Hausskn.
- Anthemis cotula L. – rumian psi
- Anthemis cretica L.
- Anthemis cuneata Hub.-Mor. & Reese
- Anthemis cupaniana Tod. ex Nyman
- Anthemis cyrenaica Coss.
- Anthemis davisii Yavin
- Anthemis deserti Boiss.
- Anthemis deserticola Krasch. & Popov
- Anthemis dicksoniae Ghafoor
- Anthemis didymaea Mouterde
- Anthemis edumea Eig
- Anthemis eliezrae Eig
- Anthemis emasensis Eig
- Anthemis fayedina Zareh
- Anthemis filicaulis (Boiss. & Heldr.) Greuter
- Anthemis fimbriata Boiss.
- Anthemis freitagii Iranshahr
- Anthemis fumariifolia Boiss.
- Anthemis fungosa Boiss. & Hausskn.
- Anthemis funkii (Sch.Bip. ex Willk. & Lange) Benedí
- Anthemis gharbensis Oberpr.
- Anthemis gilanica Bornm. & Gauba
- Anthemis gillettii Iranshahr
- Anthemis glaberrima (Rech.f.) Greuter
- Anthemis glareosa E.Durand & Barratte
- Anthemis gracilis Iranshahr
- Anthemis hamrinensis Iranshahr
- Anthemis handel-mazzettii Eig
- Anthemis haussknechtii Boiss. & Reut.
- Anthemis hebronica Boiss. & Kotschy
- Anthemis hemistephana Boiss.
- Anthemis hermonis Eig
- Anthemis hirtella C.Winkl.
- Anthemis homalolepis Eig
- Anthemis hyalina DC.
- Anthemis hydruntina E.Groves
- Anthemis indurata Delile
- Anthemis iranica Parsa
- Anthemis ismelia Lojac.
- Anthemis jordanovii Stoj. & Acht.
- Anthemis kandaharica Iranshahr
- Anthemis karacae Güner
- Anthemis kermanica Parsa
- Anthemis kitaibelii Spreng.
- Anthemis kotschyana Boiss.
- Anthemis kruegeriana Pamp.
- Anthemis laconica Franzén
- Anthemis leptophylla Eig
- Anthemis leucanthemifolia Boiss. & C.I.Blanche
- Anthemis leucolepis Eig
- Anthemis lithuanica Besser ex DC.
- Anthemis lorestanica Iranshahr
- Anthemis macedonica Boiss. & Orph.
- Anthemis macrotis (Rech.f.) Oberpr. & Vogt
- Anthemis maris-mortui Eig
- Anthemis maritima L.
- Anthemis marocana Batt. & Pit.
- Anthemis mauritiana Maire & Sennen
- Anthemis melampodina Delile
- Anthemis melanacme Boiss. & Hausskn.
- Anthemis micrantha Boiss. & Hausskn.
- Anthemis microcephala (Schrenk) B.Fedtsch.
- Anthemis microlepis Eig
- Anthemis microsperma Boiss. & Kotschy
- Anthemis mirheydari Iranshahr
- Anthemis moghanica Iranshahr
- Anthemis monilicostata Pomel
- Anthemis muricata (DC.) Guss.
- Anthemis nabataea Eig
- Anthemis odontostephana Boiss.
- Anthemis orbelica Pancic
- Anthemis orientalis (L.) Degen
- Anthemis parnesia Boiss. & Heldr.
- Anthemis parvifolia Eig
- Anthemis patentissima Eig
- Anthemis pauciloba Boiss.
- Anthemis pedunculata Desf.
- Anthemis peregrina L.
- Anthemis persica Boiss.
- Anthemis pignattiorum Guarino, Raimondo & Domina
- Anthemis pindicola Heldr. ex Halácsy
- Anthemis plebeia Boiss. & Noë
- Anthemis plutonia Meikle
- Anthemis pseudocotula Boiss.
- Anthemis pulvinata Brullo, Scelsi & Spamp.
- Anthemis punctata Vahl – rumian kropkowany
- Anthemis pungens Yavin
- Anthemis rascheyana Boiss.
- Anthemis regis-borisii Stoj. & Acht.
- Anthemis retusa Delile
- Anthemis rhodensis Boiss.
- Anthemis rhodocentra Iranshahr
- Anthemis rigida Boiss. ex Heldr.
- Anthemis rosea Sm.
- Anthemis rumelica (Velen.) Stoj. & Acht.
- Anthemis ruthenica M.Bieb. – rumian ruski
- Anthemis samariensis Turland
- Anthemis scariosa Banks & Sol.
- Anthemis schizostephana Boiss. & Hausskn.
- Anthemis scopulorum Rech.f.
- Anthemis scrobicularis Yavin
- Anthemis secundiramea Biv.
- Anthemis sheilae Ghafoor & Al-Turki
- Anthemis sibthorpii Griseb.
- Anthemis sintenisii Freyn
- Anthemis spruneri Boiss. & Heldr.
- Anthemis sterilis Steven
- Anthemis stiparum Pomel
- Anthemis susiana Nábelek
- Anthemis taubertii E.Durand & Barratte
- Anthemis tenuicarpa Eig
- Anthemis tenuisecta Ball
- Anthemis tigreensis J.Gay ex A.Rich.
- Anthemis tomentella Greuter
- Anthemis tomentosa L.
- Anthemis tranzscheliana Fed.
- Anthemis tricolor Boiss.
- Anthemis tricornis Eig
- Anthemis tripolitana Boiss. & C.I.Blanche
- Anthemis tubicina Boiss. & Hausskn.
- Anthemis ubensis Pomel
- Anthemis virescens Velen.
- Anthemis wallii Hub.-Mor. & Reese
- Anthemis werneri Stoj. & Acht.
- Anthemis wettsteiniana Hand.-Mazz.
- Anthemis xylopoda O.Schwarz
- Anthemis yemensis Podlech
- Anthemis zaianica Oberpr.
- Anthemis zoharyana Eig